# Johann Corvinus
Johann Corvinus (auch Johannes Corvinus; kroatisch Ivaniš Korvin, ungarisch János Corvin, tschechisch Jánoš Korvín; * 2. April 1473 in Buda; † 12. Oktober 1504 in Krapina) war Graf von Hunyadi, Ban von Kroatien und Slawonien sowie Herzog von Slawonien, Troppau, Leobschütz, Glogau und Liptau.

## Herkunft und Familie
Johann entstammte einer illegitimen Beziehung des ungarischen und böhmischen (Gegen)Königs Matthias Corvinus mit der Bürgerstochter Barbara Edelpöck († 1495) aus Stein/Donau. Er war der einzige Nachkomme seines Vaters, da dessen beide Ehen kinderlos geblieben waren.
1496 vermählte sich Johann mit der damals sechzehnjährigen kroatischen Adligen Beatrice de Frangepan (1480–1510). Der Ehe entstammten die Kinder
- Elisabeth (1496–1508) sowie
- Christoph (1499–1505), mit dem das Haus Hunyadi-Corvinus im Mannesstamm erlosch, und
- Matthias (1504–1505).

## Leben
Johann wuchs ab 1476 am Hof seines Vaters auf, seine Mutter durfte ihn jedoch besuchen. Nachdem sich König Matthias Corvinus vergeblich bemüht hatte, für seinen einzigen, aber außerehelichen Sohn Johann die Nachfolge als König von Ungarn zu sichern, verschaffte er ihm andere einflussreiche Positionen und Gebiete. 1481 ernannte er den damals achtjährigen Johann zum Grafen von Hunyadi und Herzog von Liptau. Bereits 1477, noch vor dem Frieden von Olmütz, beabsichtigte Matthias, Johann das Herzogtum Glogau zu übertragen, das seit 1331 ein Lehen der Krone Böhmen war. Wegen des Glogauer Erbfolgestreits konnte er diesen Plan erst 1488 nach der Absetzung des Herzogs Johanns II. verwirklichen.

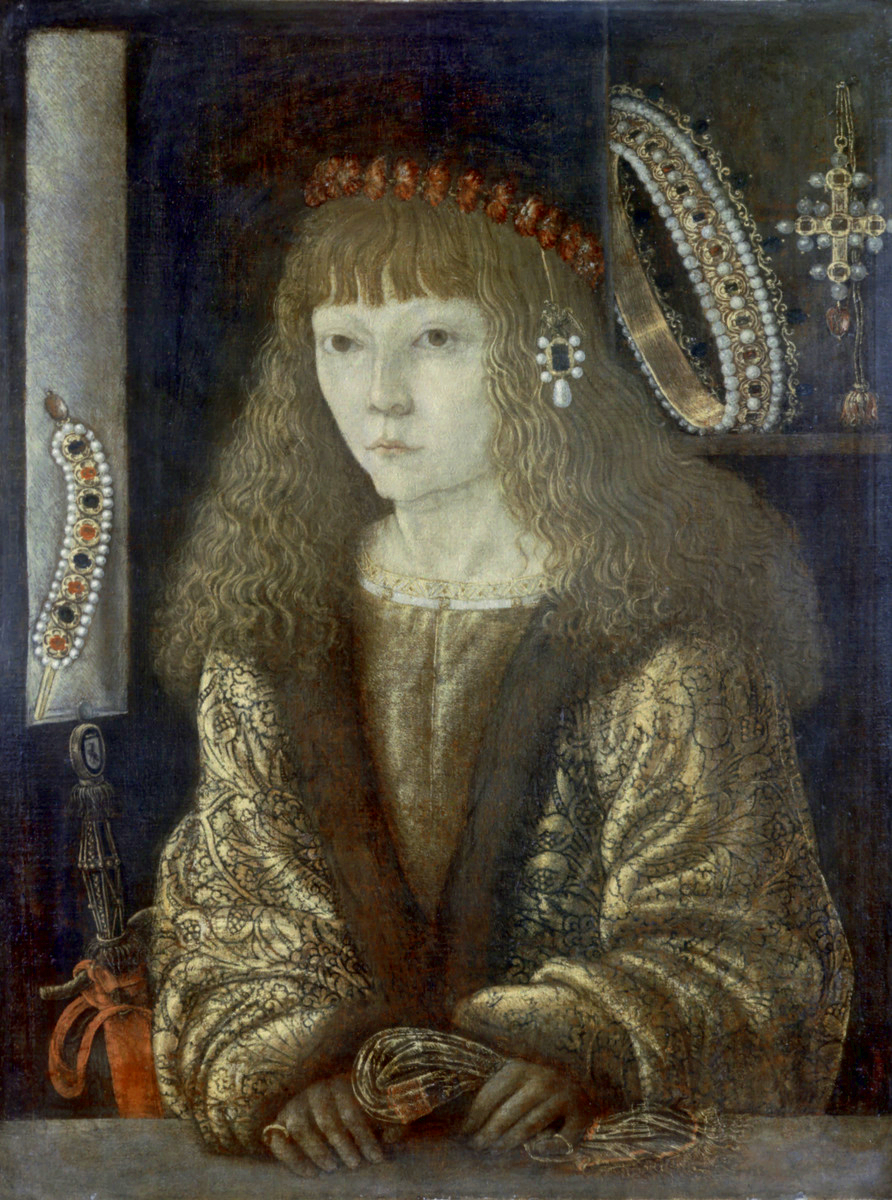
Verlöbnisbild aus dem Jahre 1486

Nach dem Tod des Herzogs Przemislaus III. 1484 eignete sich Matthias das Herzogtum Tost an und 1485 das Herzogtum Troppau, das ihm Viktorin von Podiebrad im Tausch gegen einige Schlösser in Slawonien herausgeben musste. Beide übertrug er seinem Sohn Johann. Das Herzogtum Leobschütz, dessen letzter Herzog Johann II. um 1485 starb, zog Matthias Corvinus zunächst als erledigtes Lehen ein und übertrug es dann ebenfalls an seinen Sohn Johann.
Nach dem Tod des Königs Matthias 1490 gelang es Johann nicht, den von seinem Vater für ihn zusammengetragenen Besitz zu verteidigen. Von den schlesischen Erwerbungen musste er alle abgeben bis auf das Herzogtum Troppau, auf dessen Rückgabe sich Viktorin von Podiebrad vergeblich Hoffnungen machte. Nach seiner Niederlage in der Schlacht auf dem Knochenfeld beim Kampf um den ungarischen Thron zwischen den jagiellonischen Brüdern Vladislav II. und Johann Albrecht sowie dem Habsburger Maximilian I. wurde er gänzlich ausgeschaltet. Als böhmischer Landesherr übertrug König Vladislav II. 1491 das Herzogtum Glogau pfandweise seinem Bruder Johann Albrecht als Entschädigung dafür, dass er ihm bei der Königswahl in Ungarn den Vortritt ließ. Auch nachdem Johann Albrecht 1498 Glogau an König Vladislav II. zurückgegeben hatte, wurde es nicht an Johann Corvinus restituiert, sondern als erledigtes Lehen für die Krone Böhmen eingezogen und ein Jahr später dem jüngsten Bruder Vladislavs II., dem litauischen Großfürsten Sigismund I., wiederum als böhmisches Lehen vergeben. An diesen verlor Johann Corvinus 1501 in einem Zwangstausch gegen andere Gebiete auch das Herzogtum Troppau.
Das Baldassare Estense zugeschriebene Verlöbnisbildnis Johanns befindet sich in der Alten Pinakothek in München. Johann starb 1504 im Alter von nur 31 Jahren. Nachdem alle drei Kinder früh verstorben waren, vermählte sich seine Witwe Beatrice  1509 mit dem Markgrafen Georg von Brandenburg, starb aber bereits im folgenden Jahr.

### Genetik
In einer Studie aus dem Jahr 2022 wurde das Genom von Johann Corvinus und seinem Sohn Christoph Corvinus analysiert. Es wurde ihre Verwandtschaftsbeziehung bestätigt und festgestellt, dass „die Mehrheit der Komponenten des Genoms der Corvinus' im Karpatenbecken schon vor tausenden von Jahren vorhanden“ waren.